# Gneo Magio Atellano
Gneo Magio Atellano (in latino Cnaeus Magius Atellanus; III secolo a.C. – III secolo a.C.) è stato un condottiero sannita, meddix tuticus di Capua nel 214 a.C..

## Biografia
Gneo Magio Atellano fu eletto meddix tuticus di Capua nel 214 a.C. e fu alleato di Annibale durante la seconda guerra punica. Mentre il console Fabio Massimo pose il campo presso Casilinum, Magio affidò a Stazio Mezio il comando di una guarnigione di 2 000 Campani e 700 Cartaginesi; inoltre armò schiavi e popolani per assalire gli accampamenti romani, mentre il console era impegnato ad assaltare Casilinum. Fabio decise di abbandonare l'assalto alla cittadina campana, a causa delle perdite, tuttavia Marco Claudio Marcello ottenne di rimanere con le sue truppe. Marcello, malgrado le richieste dei Campani del permesso di ritirarsi nella vicina Capua, occupò la città catturando Campani e Cartaginesi, inviati come prigionieri a Roma e chiusi nel carcere, eccetto i primi cinquanta Campani che riuscirono a raggiungere Capua.